# Rudé právo

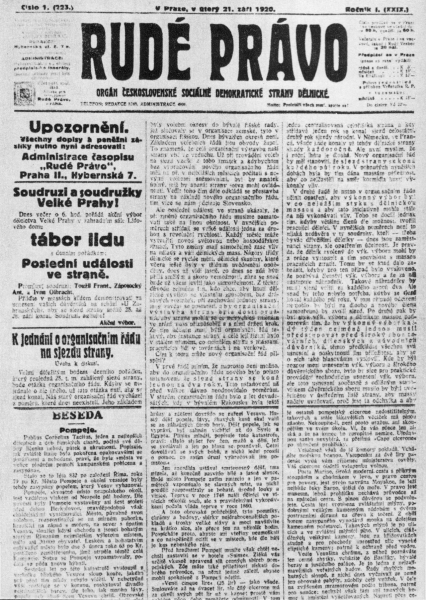
Il primo numero di Rudé právo, 21 settembre 1920

Rudé právo (in ceco "Legge Rossa" o "Diritto Rosso") era il giornale ufficiale del Partito Comunista di Cecoslovacchia, e prima della caduta della Cortina di ferro era il giornale più importante della Cecoslovacchia, la cui attenta lettura, da parte degli analisti occidentali, forniva indicazioni sugli sviluppi della politica negli stati appartenenti al Patto di Varsavia.